# Europa (webportal)
 Denne artikel omhandler en webportal der ejes og drives af EU. Opslagsordet har også en anden betydning, se Europa (flertydig).
Europa (nogle gange skrevet EUROPA) er Den Europæiske Unions officielle webportal. Webportalens formål er at forbedre borgernes interaktion med EU's institutioner ved at give hurtig adgang til de informationer, der eftersøges. Europa indeholder henvisninger til samtlige EU-institutioner og agenturer, ligesom portalen indeholder pressemeddelelser, audiovisuelt indhold og informationsartikler, der på et let forståeligt sprog informerer om unionens politikker, handlinger, planer m.v. Europa er ligeledes en paraply for de øvrige EU-hjemmesider i den forstand, at alle agenturer og institutioners hjemmesider tilgås via et subdomæne, under europa.eu. Således tilgås f.eks. Europa-Parlamentet via europarl.europa.eu, Europa-Kommissionen via ec.europa.eu og Rådet for Den Europæiske Union via consilium.europa.eu.